# Charleville-Mézières
Charleville-Mézières je mesto in občina v severni francoski regiji Šampanja-Ardeni, prefektura departmaja Ardeni. Leta 2006 je mesto imelo 51.997 prebivalcev.

## Geografija
Mesto se nahaja na severu pokrajine Šampanje ob reki Meuse, 20 km od meje z Belgijo.

## Uprava
Charleville-Mézières je sedež štirih kantonov:
- Kanton Charleville-Center (del občine Charleville-Mézières, občini Aiglemont, Montcy-Notre-Dame: 12.746 prebivalcev),
- Kanton Charleville-La Houillère (del občine Charleville-Mézières, občini Damouzy, Houldizy: 14.925 prebivalcev),
- Kanton Mézières-Center-Zahod (del občine Charleville-Mézières, občine Belval, Évigny, Fagnon, Neuville-lès-This, Prix-lès-Mézières, Sury, This, Warcq, Warnécourt: 15.690 prebivalcev),
- Kanton Mézières-Vzhod (del občine Charleville-Mézières, občina La Francheville: 19.311 prebivalcev).

Majhen del ozemlja občine pripada kantonu Villers-Semeuse. Mesto je prav tako sedež okrožja, v katerem se nahajajo poleg njegovih še kantoni Flize, Fumay, Givet, Monthermé, Nouzonville, Omont, Renwez, Revin, Rocroi, Rumigny, Signy-l'Abbaye, Signy-le-Petit in Villers-Semeuse s 171.608 prebivalci.

## Zgodovina
Mesto je nastalo leta 1966 z zdužitvijo dveh dotedaj samostojnih krajev Charlevilla in Mézièresa ter še treh drugih občin: Étion, Mohon in Montcy-Saint-Pierre. Slednji je bil poznan kot Maceriae že v antičnem času. V srednjem veku je postal pomembno gospodarsko, od 16. stoletja pa ob posodobitvi utrdb tudi vojaško središče.
Charleville je ustanovil vojvod Karl I. Gonzaga 6. maja 1606 in ga razglasil za prestolnico novonastale kneževine Arches. S tem je nasledil nekdanje središče Rethel ter postal konkurenčen drugemu plemiškemu mestu Sedanu in seveda sosednjemu Mézièresu.

## Zanimivosti
- La place ducale (arhitekt Clément II. Métezeau),
- gotsko-renesančna bazilika Notre-Dame (1499)
- Ardenski muzej,
- Muzej Rimbaud, v spomin na francoskega pesnika.

## Osebnosti
- Arthur Rimbaud (1854-1891), pesnik;
- François Habeneck (1781-1849), dirigent in skladatelj.

## Pobratena mesta
- Dülmen (Severno Porenje - Vestfalija, Nemčija),
- Euskirchen (Severno Porenje - Vestfalija, Nemčija),
- Harar Etiopija,
- Iida (Honšu, Japonska),
- Mantova (Lombardija, Italija),
- Nevers (Nièvre, Burgundija),
- Nordhausen (Turingija, Nemčija).